# Polystira coltrorum
Polystira coltrorum é uma espécie de gastrópode do gênero Polystira, pertencente a família Turridae.